# Exposition (Musik)
Mit Exposition (lat. exponere herausstellen) wird in der Musik der Teil einer Komposition bezeichnet, in welchem die Themen erstmals präsentiert werden.
In der Fuge steht der Begriff dafür, dass das Thema vorgestellt und durch alle Stimmen geführt wird.
Die Exposition der klassischen Sonatensatzform besteht üblicherweise aus dem „Hauptsatz“ (mit dem ersten Thema), dem Seitensatz (mit dem zweiten Thema) und der Schlussgruppe (thematisch strukturiertes Passagenwerk). Nach den Regeln der Wiener Klassik ist das erste Thema stets ein dynamisches, das in der Tonart der Tonika präsentiert wird, dem ein zweites, lyrisches Thema (bei den Dur-Tonarten in der Dominanttonart, bei den Moll-Tonarten in der Paralleltonart) entgegengestellt wird.
Im 19. Jahrhundert entwickelte sich der Sonatenhauptsatz weiter, was eine Abkehr von der strengen Form der Komposition zuließ. So wurden sowohl die Regel des Aufbaus des Sonatenhauptsatzes wie auch die der zwingenden Gegenüberstellung eines dynamischen und eines lyrischen Themas zunehmend durchbrochen. Exemplarisch hierfür stehen:
- die achte Sinfonie in h-Moll (Die Unvollendete) von Franz Schubert: Hier werden in der Exposition die zwei Themen entgegen der Gepflogenheit beide im piano vorgestellt und sie sind sich charakterlich zudem sehr ähnlich
- das Klavierkonzert Nr. 1 in b-Moll von Pjotr Iljitsch Tschaikowski: Breiten Raum am Anfang des Werks nimmt nicht etwa das erste Thema ein, sondern ein Einleitungsthema in Des-Dur
- das Klavierkonzert Nr. 1 in e-Moll von Frédéric Chopin, in welchem im ersten Satz gleich drei Themen (Einleitung und erstes Thema in e-Moll, zweites Thema in G-Dur) vorgestellt werden und in der Durchführung nur das Einleitungsthema behandelt wird

## Aufbau in der Sonatensatzform
Nachdem das erste Thema vorgestellt worden ist, findet eine Modulation statt, das heißt ein Tonartwechsel. Dieser Tonartübergang dient dem darauffolgend in einer kontrastierenden Tonart erscheinenden zweiten Thema, das meist in der Dominante oder Parallele der Grundtonart steht. Diesem folgt häufig auch noch eine Schlussgruppe, mit der die Exposition endet. Manchmal wiederholt sich die Exposition. Vor ihr kann eine (langsamere) Einleitung stehen. Ihr folgen Durchführung, Reprise und manchmal eine Coda.
Zu den harmonischen Verwandtschaftsbeziehungen von Tonarten siehe auch: Harmonielehre, Quintenzirkel.